# Všestudy (kraj ustecki)
Všestudy – miejscowość i gmina (obec) w Czechach, w kraju usteckim, w powiecie Chomutov. W 2022 roku liczyła 181 mieszkańców.